# Bewitched (Dario Chiazzolino)
Bewitched è il primo album dal vivo del chitarrista jazz italiano Dario Chiazzolino.
L'album è stato registrato in trio in collaborazione con il batterista Pit Linsky e il contrabbassista Greg Miller ed è stato pubblicato nel 2010.

## Tracce
1. Bewitched – 5:01 (Richard Rodgers)
2. Airegin – 7:08 (Sonny Rollins)
3. How Deep Is the Ocean – 6:10 (Irving Berlin)
4. Con alma – 7:12 (Dizzie Gillespie)
5. It's All Right with Me – 4:56 (Cole Porter)
6. Four – 9:24 (Miles Davis)
7. A Child Is Born – 8:25 (Thad Jones)
8. Stella by Starlight – 7:36 (Victor Young)

## Formazione
- Dario Chiazzolino - chitarra
- Greg Miller - contrabbasso
- Pit Linsky - batteria